# 掛川市立西中学校
掛川市立西中学校（かけがわしりつ にしちゅうがっこう）は、静岡県掛川市下俣にある公立中学校。

## 概要
掛川市立西中学校は昭和22年4月、新しい教育制度とともに現在地に創立され、以来70年以上の歴史を刻む市内の伝統校である。
学区内及び周辺地域は都市化現象と企業、大型　店舗の進出により大きく変貌してきている。
以前までの学校教育目標「心豊かに 磨き合う仲間」は平成31年度から「未来に向かってチャレンジする生徒」へ変更された。

## 校訓
- 知性
- 健康
- 協力

## 部活動
最近では教師の負担を減らすために校内部活に参加せず、校外のクラブなどで活動をする事も推進されている。
- 運動部
  - 野球
  - ソフトボール
  - サッカー
  - ソフトテニス(男・女)
  - バレーボール(男・女)
  - バスケットボール(男・女)
  - 卓球(男・女)
  - 水泳
  - 陸上
- 文化部
  - 吹奏楽
  - 美術

## 学校行事
- 4月 入学式・始業式・生徒大会
- 5月 体育祭
- 6月 定期テスト
- 7月 小笠総体
- 8月 夏休み 県総体・東海総体・全国総体
- 9月 防災訓練
- 10月 修学旅行・花崎祭
- 11月 定期テスト
- 12月
- 1月 学力調査
- 2月 私立高校入学試験・定期テスト
- 3月 公立高校入学試験・吹奏楽部定期演奏会

## 通学区
主に中央小学校・第二小学校・曽我小学校の卒業生が入学している。
中央小学校区
- 第三地区
  - 研屋町
  - 西町
  - 瓦町
  - 十王
  - 下俣町
  - 十九首
  - 小鷹町
  - 中央一丁目
  - 中央二丁目
  - 中央三丁目
  - 中央高町
- 第四地区
  - 城西
- 西南郷地区
  - 神代地
  - 亀の甲
  - 久保
  - 下俣南
  - 県営団地
  - 結縁寺

第二小学校区
- 第五地区
  - 二瀬川
  - 七日町
  - 上屋敷
  - 秋葉路
  - 秋葉通り
  - 鳥居町
  - 橘町
  - 末広町
  - 長谷

曽我小学校区
- 曽我地区
  - 高御所
  - 領家
  - 原川
  - 細沢
  - 岡津
  - 篠場
  - 平野
  - 梅橋
  - 徳泉

## 隣接する学校
中学校
- 北:掛川市立北中学校・掛川市立桜ヶ丘中学校・掛川市立原野谷中学校
- 南:掛川市立城東中学校・掛川市立大須賀中学校
- 東:掛川市立東中学校
- 西:袋井市立袋井中学校

小学校
- 掛川市立中央小学校
- 掛川市立第二小学校
- 掛川市立曽我小学校

### 高等学校
- 静岡県立掛川西高等学校
- 静岡県立掛川東高等学校
- 静岡県立掛川工業高等学校

### 特別支援学校
- 静岡県立掛川特別支援学校
- 学校法人特別支援学校ねむの木

## 学校周辺
最寄り駅天浜線:掛川市役所前駅・西掛川駅
住宅地の中に学校がある。北に逆川、南に天浜線が通っている。
JR東海道本線・東海道新幹線や静岡県道415号（旧国道1号）、東名高速道路が通っている。

## 西中学校区学園化構想（掛西学園）
掛川市立西中学校を拠点に西中学区内の小学校・幼稚園・保育園と幼保小中の連携を図り、地域に根付いた活動を行っている。
掛西学園　対象園校
- 中学校
  - 掛川市立西中学校
- 小学校
  - 掛川市立中央小学校
  - 掛川市立第二小学校
  - 掛川市立曽我小学校
- 幼稚園・保育園
  - 学校法人くるみ学園　くるみ幼稚園
  - 社会福祉法人聖母福祉会　掛川聖マリア保育園
  - 社会福祉法人天竜厚生会　子育てセンターさやのもり幼稚園部・保育園部

## いじめ追放宣言
～西中いじめ追放宣言～
「された人がいじめだと思えばそれはすべていじめである」
私たち西中生は、互いの個性を認め合い、思いやりを大切にし、
西中学校からいじめを追放するために以下のことをここに宣言します。
私たちはいじめをしません。
もし、いじめがあれば勇気を持ってみんなで止めます。
親や先生方と協力して、いじめ追放に努めます。
平成8年1月6日　掛川市立西中学校生活向上委員会
1996年（平成7年度）、当時の生徒会が協議を重ね、生活向上委員長名で「西中いじめ追放宣言」という呼びかけ文書を提言としてまとめ、生徒総会で採択された。
以来20年、生徒会が引き継ぎ、毎年、生徒会長の呼びかけのもと、集会や生徒大会で必ず唱和し、提言を採択され、いじめ追放への意識を高めている。
全国でいじめの問題が多く取りざたされた2012年ごろに話題になり、当時ラジオや新聞でも取り上げられた。
2011年には、PTAでも『保護者版「いじめ追放宣言」』が採択され、PTA総会の場で唱和されている。
～西中いじめ追放宣言（保護者版）～
私たち保護者は、あなたたちの健やかな成長を心から願っています。
みなさんの気持ちを受け止め、保護者全員で以下のことを宣言します、
私たち親もいじめを絶対許しません。
保護者は、あなたたちをいつも見守っています。
そして、家庭と地域と学校と協力して、西中からいじめをなくすよう努めます。
平成25年4月25日　掛川市立西中学校PTA会長